# Merkin Valdez
Merkin R. Valdez Mola (nacido el 10 de noviembre de 1981 en San Cristóbal) es un lanzador dominicano de Grandes Ligas que actualmente se encuentra en la organización de los Atléticos de Oakland. Valdez se graduó de la Escuela Rural Palenque en su natal República Dominicana.

## Carrera

### Atlanta Braves
Valdez fue firmado por los Bravos de Atlanta como amateur en 1999. Jugó con el equipo de los Bravos en la República Dominicana en 2000 y 2001; y con los Gulf Coast Braves en 2002.

### San Francisco Giants
Valdez fue cambiado por los Bravos junto con Damian Moss a los Gigantes de San Francisco por  Russ Ortiz el 17 de diciembre de 2002. Fue seleccionado Jugador del Año en las ligas menores y seleccionado como All-Star en 2003, cuando terminó con récord de 9-5 y una efectividad de 2.25 lanzando para los Hagerstown Suns en la South Atlantic League. En 2004, Valdez lanzó para los equipos: Single-A, San Jose Giants; Doble-A, Norwich Navigators; Triple-A, Fresno Grizzlies; e hizo su debut en Grandes Ligas el 1 de agosto de 2004 contra los Cardenales de San Luis. Apareció en dos juegos para los Gigantes, trabajando 1.2 entradas para una efectividad de 27.00. Valdez fue seleccionado para el equipo del Juego de las Futuras Estrellas durante 3 años consecutivos (2003-05).
Pasó todo el 2005 en Doble-A con Norwich Navigators, y todo el 2006 en Triple-A con Fresno Grizzlies, hasta que se lesionó el brazo. Se perdió toda la temporada 2007 después de someterse a una cirugía Tommy John el 27 de septiembre de 2006.
Valdez regresó a los Gigantes para aparecer en 17 juegos en 2007 y 48 juegos en 2009.
Fue designado para asignación el 14 de enero de 2010 por los Gigantes para hacerle espacio en el roster de 40 hombres a Aubrey Huff.

### Toronto Blue Jays
El 20 de enero de 2010, fue cambiado a los Azulejos de Toronto por dinero en efectivo. Apareció en dos juegos con los Azulejos de Toronto durante la temporada, pasando la mayor parte de la temporada con Las Vegas 51s.

### Los Angeles Dodgers
El 2 de febrero de 2011, Valdez firmó un contrato de ligas menores de los Dodgers de Los Ángeles. Los Dodgers lo asignaron a los Isótopos de Albuquerque en AAA. Él optó por salirse de su contrato el 18 de julio y se convirtió en agente libre. Había aparecido en 38 juegos con los Isótopos con un récord de 4-2, efectividad de 3.58 y 5 salvamentos.

### Texas Rangers
Valdez firmó un contrato de ligas menores con los Rangers de Texas el 24 de julio de 2011. Fue asignado al equipo de Triple-A, Round Rock Express. Se convirtió en agente libre el 4 de noviembre.

### Oakland Athletics
El 6 de enero de 2012, Valdez firmó un contrato de ligas menores con los Atléticos de Oakland.

## Vida personal
Cuando Valdez fue cambiado primero a los Gigantes, se fue con el nombre Manny Mateo.  Mientras que en su primer año con la organización, fueron revelados su nombre real y su verdadera edad (nueve meses más viejo que lo que él había alegado anteriormente).
Valdez es soltero y tiene un hijo, Merkin Hanier, nacido el 11 de agosto de 2006.